# Zufriedenheitsdynamik
Die Zufriedenheitsdynamik betrifft die Kundenzufriedenheit und untersucht in der Betriebswirtschaftslehre die sich verändernde Entwicklung der Zufriedenheit von Kunden. 

## Allgemeines
Mit der Zufriedenheitsdynamik befassen sich insbesondere Marketing und Vertrieb, Verkaufspsychologie und Handelspsychologie. Kundenzufriedenheit ist nicht statisch, sondern resultiert einerseits in der veränderten Wahrnehmung von – gleichgebliebenen – Produkten oder Dienstleistungen (Istwerten) und andererseits aus der sich im Zeitablauf ändernden Erwartungshaltung (Sollwerte) der Kunden. Erwartungen können sich bereits altersbedingt auf das Anspruchsniveau derselben Person auswirken. Die Dynamik besteht mithin in der Änderbarkeit beider Werte. Verbessert sich die Kundenzufriedenheit, so kann dies entweder auf die verbesserte Produkt- oder Dienstleistungsqualität und/oder auf veränderte Erwartungshaltungen zurückzuführen sein. 

## Arten
Es gibt eine Kundenzufriedenheit bei einzelnen Transaktionen (transaktionsspezifische Zufriedenheitsdynamik) und im Rahmen einer Geschäftsbeziehung (beziehungsspezifische Zufriedenheitsdynamik). Transaktionen sind insbesondere Kaufverträge oder Dauerschuldverhältnisse wie Kredit-, Leasing-, Miet- oder Versicherungsverträge. Bei allen entsteht und besteht eine Kundenbeziehung, der ein Kunde bestimmte Kundenerwartungen entgegenbringt. Werden diese vollständig erfüllt, liegt Kundenzufriedenheit vor.

## Abgrenzung der statischen von der dynamischen Zufriedenheitsbildung
Die bislang vorherrschende Konzentration der Zufriedenheitsforschung auf Untersuchungen mit statischem Charakter erschließt sich nur bei erster Betrachtung aus der Tatsache, dass viele Forscher Zufriedenheit als vorübergehendes Urteil interpretieren, welches irgendwann in eine Einstellung übergeht. Oftmals sind hierfür sicherlich auch methodische Probleme mit den zur Untersuchung der Zufriedenheitsdynamik erforderlichen Längsschnittanalysen verantwortlich.
Trotz der methodischen Hindernisse stellt die dynamische Betrachtung der Zufriedenheitsbildung nicht den Gegensatz zur statischen Betrachtung, sondern eine Weiterentwicklung dar, die Kundenzufriedenheit vielmehr aus einem anderen Blickwinkel beleuchtet. Daher ist nun die statische Anwendung des Diskonfirmations-Modells, wodurch Zufriedenheit als reines Nachkaufphänomen betrachtet wurde, für eine prozessorientierte Untersuchung der Entwicklung der Zufriedenheit im Zeitablauf zu „dynamisieren“.
In diesem Zusammenhang ist die Erfassung der zufriedenheitsrelevanten Daten, genauer der Messzeitpunkt, von erheblicher Bedeutung. Wird eine dynamische Analyse der Zufriedenheit und seiner Entwicklung angestrebt, ist eine genaue Analyse des Vertriebsprozesses und eine hinreichend differenzierte Messung erforderlich. Hieraus resultiert die Forderung nach einer prozessbegleitenden Messung von Kundenzufriedenheit, also einer Messung zu unterschiedlichen Zeitpunkten während des Konsumprozesses.
Obgleich die Notwendigkeit von Längsschnittstudien inzwischen von zahlreichen Forschern betont wird, beschäftigt sich bislang nur eine überschaubare Anzahl empirischer Studien mit der Zufriedenheitsdynamik. Dies mag mit dem Komplexität des Versuchsaufbaus zusammenhängen.